# The Sisterhood of the Traveling Pants
The Sisterhood of the Traveling Pants (Uno para todas en España) es una película estadounidense, dirigida por Ken Kwapis en 2005, y protagonizada por America Ferrera,  Amber Tamblyn, Alexis Bledel y Blake Lively.
También formando parte del elenco Bradley Whitford, Rachel Ticotin y Nancy Travis.
Ken Kwapis (La niñera y el presidente) dirige "Uno para todas", adaptación cinematográfica del libro de Ann Brashares, "The sisterhood of the traveling pants", que en el año 2000 desbordó las listas de ventas en Estados Unidos. La fuerza y la belleza de la amistad son el eje central de esta película sobre las vidas de cuatro chicas con personalidades muy distintas pero que viven unidas por un vínculo muy intenso. America Ferrera (Las mujeres de verdad tienen curvas), la debutante Blake Lively (Gossip Girl), Alexis Bledel (Las chicas Gilmore, Sin City) y Amber Tamblyn (La señal) dan vida a estas amigas conectadas por unos vaqueros.

## Sinopsis
A la introspectiva y a veces temperamental Carmen (America Ferrera) le hace ilusión pasar tiempo con su padre, al que ve muy poco desde que se separó de su madre hace años; la extrovertida atleta Bridget (Blake Lively) se dirige a un campamento de fútbol en México; la tranquila Lena (Alexis Bledel), una artista tan hermosa como sus dibujos, va a descubrir sus orígenes –y un inesperado amor– en el pueblo de sus abuelos en Grecia; y la rebelde Tibby (Amber Tamblyn) se quedará contra su voluntad en la ciudad, llenando estanterías en el supermercado local y trabajando en su proyecto personal, un documental que pretende mostrar la banalidad de la vida cotidiana.
Las chicas salen de compras el último día antes de separarse y encuentran en una tienda de ropa de segunda mano unos vaqueros que les quedan extrañamente bien a todas, a pesar de tener tallas diferentes. Parecen hechos para compartir y se les ocurre una maravillosa idea: utilizarán los vaqueros para mantenerse en contacto durante los meses de verano. Cada una los tendrá durante una semana para ver qué suerte le traen y después los enviará con una carta a la siguiente.

## Personajes
Lena Kalligaris (Alexis Bledel)
Un día en Grecia, Lena está sentada en un banquillo, dibujando (mientras que llevaba el pantalón viajero) cuando cae accidentalmente en el agua, su pantalón se atasca con un pincho. Un joven (Kostas Dunas) la rescata. Un par de días más tarde, Lena se entera de que sus abuelos y los de Kostas son enemigos jurados desde hace mucho tiempo. A pesar de ello, continúa con él y comienza a haber una atracción sentimental entre ellos. Lena tiene miedo de salir con él, pero con el tiempo comienza a abrirse, compartir paseos en su motocicleta a través de la ciudad y salir en el barco del abuelo de Kostas a la medianoche, a la que sus abuelos son ajenos.
El punto culminante de la relación entre un sábado por la noche cerca del final del verano, justo antes de Kostas está a punto de abandonar la ciudad para volver a la Universidad de Atenas. En medio de una fiesta, y mientras están bailando, Kostas dice que la quiere. Antes de Lena puede responder, sus familias se enteran de sus encuentros secretos. Lena más tarde se enfrenta a su abuelo y le pide que antes de irse quiere ver a Kostas, en lo que su abuelo se puso de acuerdo. Ella va al muelle y lo llama, se baja de su buque y comparten un apasionado beso, y Lena confiesa su amor por él. 
Tibby Rollins (Amber Tamblyn)
Es la única de las cuatro que se queda en Maryland durante el verano, trabajando en una tienda departamental. Un día mientras etiquetaba productos, escucha un sonido fuerte, y se encuentra a una joven muchacha que se había desmayado en el pasillo de desodorantes. Ella pide ayuda frenéticamente, y la niña es llevada en una ambulancia. Más tarde, cuando Lena escribe de Grecia, mandando con su carta los pantalones mágicos a Tibby, estos son entregados a la casa equivocada, por coincidencia, a la de Bailey Graffman, la niña que se había desmayado en Walmart.
Tibby planeaba hacer una la película, o "suckumentary" durante el verano y Bailey se auto-nombra su asistente. Tibby se molesta por la presencia de Bailey al principio, pero poco a poco a la acepta. Más tarde se entera, por un vecino de Bailey's,  que la niña padece leucemia.
Bailey finalmente va al hospital por una infección. Tibby evita el hospital por un tiempo, pero finalmente visita a Bailey, con el pantalón mágico. Ella se lo ofrece a Bailey y le suplica que los tome con el fin de que puedan ayudarla. Bailey responde diciendo que los pantalones ya han trabajado su magia sobre Bailey, por lo que ella y Tibby están juntas. Después Tibby recibe una llamada telefónica, diciendo que Bailey murió.
Cuando Carmen regresa a casa de Carolina del Sur, Tibby la visita para tratar de ayudarla con sus sentimientos por su padre. Tibby más tarde va a la casa de Bridget, junto con Carmen, a fin de ayudar a Bridget con su depresión.
En el transcurso de la película, Tibby sufre cambios dramáticos en las perspectivas, debido a su tiempo con Bailey.
Bridget Vreeland (Blake Lively)
Poco después de llegar al campamento de fútbol en Baja California, México, Bridget nota a uno de los entrenadores, Eric Richman (Mike Vogel), y pregunta acerca de él, a lo que el entorno de las niñas responde que relacionarse con los entrenadores está en contra de las normas. Esta información no logra disuadir a Bridget, ya que inmediatamente se obsesiona con una cosa: una relación con Eric. Ella coquetea con él a menudo.
Cuando el turno de tener los pantalones de Bridget llega finalmente, se los pone en esa noche y paseos por Eric fuera de la cabina, que lo llevó a la playa. después se sugiere que han ido demasiado lejos. Después de besarse, deja Bridget sensación de vacío y ella sigue siendo de esa manera el resto de su tiempo en el campo de fútbol, así como parte de su tiempo a casa. Ella se levantó de su depresión por Carmen y Tibby, que vienen a su alegría después de una llamada de teléfono en cuestión de Lena. Sin embargo, Eric le permite saber que ella es demasiado joven para él, aunque él lo desea, puede dar un tiro cuando ella tenga 20. Y él y Bridget permanecerán amigos. Esto le da el cierre que necesita. 
Carmen Lowell (América Ferrera)
Durante el verano se va a la casa de su padre en Carolina del Sur. A su llegada, es sorprendida cuando su padre de inmediato la presenta a una nueva familia, pues está a punto de casarse. Su prometida y la hija de esta son rubias y delgadas, además de un poco insufribles, a diferencia de Carmen que fue educada por su madre hispana, y de que Carmen es un poco gorda por su sobrepeso. Durante su estancia, su padre y su nueva familia prácticamente la ignoran, y luego de ser humillada por su madrastra y su hija Carmen arroja una piedra a la ventana del comedor, y toma un autobús de vuelta a Maryland. En casa Tibby dice acerca de su tiempo con su papá y la convence de llamar a su padre y, por último, decirle que está enojado con él. Carmen le dice todo a su padre y le pide disculpas. Su verano termina con las cuatro chicas yendo a Carolina del Sur, en donde asisten a la boda del padre de Carmen, en la cual, durante la recepción, su padre le ofrece una disculpa pública por no haber sido un buen padre con ella.

## Recepción
Según el análisis de Rotten Tomatoes, "Esta adaptación de una querida novela cautiva con su alentadora historia de amistad y madurez. Unos retratos realistas de la vida de unas adolescentes prestan sinceridad a la comedia-drama, que puede llegar a capturar corazones más allá de población femenina". Tiene una puntuación de 77% sobre la base de 125 comentarios. Metacritic le dio 66 sobre 100 a la película, con "comentarios favorables en general", sobre una base de 34 comentarios. Yahoo! Movies le otorgó la calificación B sobre la base de 13 críticas diferentes. Sobre la base de más de 13 000 votaciones, The Sisterhood of the Traveling Pants tiene un 7 sobre 10 en IMDb.
El fin de semana de su apertura la película alcanzó la quinta posición en la taquilla con una recaudación de 9 833 340 dólares. El 14 de noviembre de 2008 la película había recaudado 42 013 878 de dólares en todo el mundo.